# Mao Hengfeng
Mao Hengfeng (chinesisch: 毛恒凤; traditionelles Chinesisch: 毛 恆 風; Pinyin: Máo Héngfēng, geboren am 9. Dezember 1961) ist Aktivistin für Frauenrechte und Menschenrechte in der Volksrepublik China. Mao weigerte sich ihr drittes Kind abtreiben zu lassen, nachdem sie bereits Zwillinge hatte. Folglich wurde sie in der Ankang (Psychiatrie) eingesperrt und danach von ihrem Arbeitgeber entlassen.
Mao hatte Berichten zufolge bereits selbst eine Zwangsabtreibung erlebt. Seitdem richtete sie ihre Aufmerksamkeit auf Zwangsabtreibungen in China.
Mao ist eine unerbittliche Kämpferin für Fortpflanzungsrechte und gegen Zwangsräumungen in China und wurde deshalb wiederholt festgenommen. Da Mao häufig petitionierte, musste sie in den Jahren 2004 bis 2005 anderthalb Jahre in einem Lager zur Umerziehung durch Arbeit verbringen. In den Jahren 2006 bis 2008 war sie wegen „absichtlicher Zerstörung von Eigentums“ zweieinhalb Jahre im Gefängnis. Am 29. November 2008 wurde sie aus dem Frauengefängnis in Shanghai freigelassen.
Seitdem hat Mao ein weiteres Jahr in einem Umerziehungslager verbüßen müssen, weil sie sich für Liu Xiaobo eingesetzt hatte. Im Februar 2011 wurde sie kurz freigelassen, doch unter Hausarrest gestellt. Kurz danach wurde Mao wieder festgenommen und in das Gefängniskrankenhaus in Shanghai gebracht, nachdem sie zuvor gefoltert und misshandelt worden war.

## Hintergrund
Mao Hengfeng war Mutter von Zwillingen und wurde 1988 von ihrem Arbeitgeber, einer Seifenfabrik in Shanghai, entlassen, weil sie das zweite Mal mit einem dritten Kind schwanger geworden war. Dies stand im Widerspruch zu Chinas Familienplanungsvorschriften der Ein-Kind-Politik. Mao weigerte sich einen Schwangerschaftsabbruch vornehmen zu lassen und wurde daraufhin in einem psychiatrischen Krankenhaus eingesperrt.
Am 28. Februar 1989 kam ihr drittes Kind zur Welt. Am 20. März wurde ihr mitgeteilt, dass sie ihren Arbeitsplatz verloren hatte, da sie sechzehn Tage lang nicht zur Arbeit erschienen war. Dies war die Zeit, in der sie ihr Kind gebar und sich sowohl von der Geburt erholte als auch von der erlittenen Tortur im psychiatrischen Krankenhaus.

## Appell und Petitionen
Mao Hengfeng appellierte im Rahmen des chinesischen Arbeitsgesetzes gegen ihre Entlassung und konnte danach wieder zu ihrem Arbeitsplatz zurückkehren. Doch ihr Arbeitgeber akzeptierte diese Entscheidung nicht und erhob Einspruch. Zum Zeitpunkt der Berufungsverhandlung war Mao mit ihrem vierten Kind im siebten Monat schwanger. Die Richterin teilte ihr mit, dass sie zu ihren Gunsten entscheiden werde, wenn sie diese dritte Schwangerschaft beenden würde. Besorgt um das Wohlergehen ihrer bestehenden Familie, beendete Mao diese Schwangerschaft. Trotzdem urteilte das Gericht gegen sie, wahrscheinlich, weil sie sechzehn Tage „unbefugten Urlaub“ genommen hatte, und auch wegen ihrer Verletzung der Familienplanungspolitik.
Mao petitionierte von 1990 bis 2004 wiederholt bei den Behörden für Entschädigung und  Wiedergutmachung ihrer Entlassung durch ihren Arbeitgeber, ihrer Zwangsabtreibung und der Verweigerung anderer Grundrechte, unter anderem der Meinungsfreiheit. Sie unternahm  bezüglich dieser Missbräuche mehrere Versuche, gegen die Behörden ein Verfahren einzuleiten, doch die Gerichte weigerten sich wiederholt, ihr eine Antwort zu erteilen und die eingereichten Fälle anzunehmen.
Mao petitionierte nicht nur für sich selbst aktiv bei den Behörden, sondern setzte sich auch für die Rechte anderer ein. Beispielsweise ist sie dafür bekannt, dass sie andere Personen aktiv unterstützt hatte, die Zwangsräumungen in der Provinz Shanghai und der Provinz Shanxi unterworfen worden waren. Mao wird bei den Behörden in Shanghai als eine der hartnäckigsten und erfahrensten Bittstellerin der Stadt angesehen. Sie engagierte sich aktiv für andere Personen, die willkürlich in „Umerziehung durch Arbeit“ oder in psychiatrischen Einrichtungen eingesperrt wurden, unter anderem Frauen, die wegen angeblicher Verletzung der Familienplanungspolitik festgenommen worden waren.
Mao widersetzt sich willkürlichen Inhaftierungen und kämpft für Rechtsreformen, die Wiedergutmachung und Entschädigung sicherstellen sollen und die einfache Menschen vor Machtmissbrauch schützen sollen.
Mao wurde verhaftet, weil sie den Menschenrechtsaktivisten Liu Xiaobo unterstützte und für ihn protestierte.

## Festnahmen 2004 bis 2005
Mao Hengfeng wurde im April 2004, ohne eine Gerichtsverhandlung, zu achtzehn Monaten „Umerziehung durch Arbeit“ verurteilt, nachdem sie wiederholt gegen verschiedene Verletzungen ihrer Rechte protestiert hatte. Ihre Sozialhilfezulagen wurden eingestellt, wodurch ihre Familie in schwere finanzielle Schwierigkeiten geriet. Viele Menschen in Shanghai demonstrierten und unterstützten sie offen.
Am 13. September 2005 wurden Mao und ihr Ehemann Wu Xuewei (吴雪伟) von der Polizei geschlagen, als sie sich zusammen mit über hundert anderen Bittstellern am Bezirksgericht Putuo in Shanghai versammelten. Sie unterstützten Xu Zhengqing, einen Bittsteller, der im Januar 2005 an einer Gedenkfeier in Peking teilnehmen wollte und deshalb vor Gericht gestellt wurde. Das Ehepaar wurde zusammen mit Dutzenden anderer Bittsteller von der Polizei eingesperrt. Mao gelang es zu entkommen und versuchte ihren Protest im Namen von Xu Zhengqing fortzusetzen. Allerdings wurde sie wieder festgenommen und zu ihrem Wohnbezirk zurückgebracht. Dort drohte ihr die örtliche Polizei und Regierungsbeamte anscheinend mit einer Haftstrafe, wenn sie ihre Proteste fortsetzen würde. Die Beamten präsentierten ihr eine offizielle polizeiliche Vorladung, wodurch die Polizei den Verdacht „das normale Leben anderer gestört zu haben“ untersuchen wollte.
Berichten zufolge wurden Mao und ihre Familie vom 23. bis 27. September 2005 unter eine Art Hausarrest gestellt, nachdem sie erklärt hatte, dass sie zum Repräsentantenbüro der Vereinten Nationen in Peking gehen würde, um dort gegen die Missbräuche zu protestieren. Sieben Polizeibeamte standen vor ihrer Wohnung Wache, um sie davon abzuhalten; sie durfte noch nicht einmal Einkaufen gehen.
Am 29. September 2005 wurde sie wieder unter Hausarrest gestellt. Ein Beamter teilte ihr mit, dass dies bis Ende der fünften Plenarsitzung des 16. Zentralkomitees der Kommunistischen Partei am 11. Oktober 2005 fortgesetzt werden würde. Am darauffolgenden Tag standen drei Polizeibeamte und sieben Sicherheitsbeamte des Bezirks Yangpu vor ihrem Haus. Mao wurde gewarnt, dass sie inhaftiert oder mit einer gewalttätigen Behandlung konfrontiert werden würde, sollte sie auszubrechen versuchen.

## Inhaftierung 2006 bis 2007
Anfang 2006 wurde Mao Hengfeng während einer Zusammenkunft von Petitionierenden vor dem Jahrestag des Massakers auf dem Tian’anmen-Platz inhaftiert und ihre Wohnung überwacht. Danach wurde Mao mit „Verletzung der Bedingungen der Wohnungsüberwachung“ angeklagt und in einem kleinen Zimmer eines Gästehauses zusammen mit sechs anderen Männern und Frauen im Bezirk Yangpu, Shanghai, unter „milde Inhaftierung“ gestellt. Während Mao sich in Haft befand, zerbrach sie im Gästehaus zwei Tischlampen und wurde deshalb am 30. Juni 2006 offiziell wegen „vorsätzlicher Zerstörung von Eigentum“ angeklagt. Mao wurde am 12. Januar 2007 zu zweieinhalb Jahren Gefängnis verurteilt und im Frauengefängnis in Shanghai eingesperrt.
Mao und ihr Ehemann Wu Xuewei, legten gegen Maos Verurteilung Berufung ein. Bei der Berufungsverhandlung am 16. April 2007 las der Richter des Mittleren Kommunalen Volksgerichtes Nr. 2 in Shanghai nur eine Erklärung vor, die das Urteil Maos bekräftigte, sodass weder Wu noch Maos Anwalt Beweise vorlegen konnten. Mao wurde während ihrer Haft von Gefangenen und Gefängnispersonal gepeinigt und gefoltert. Mao wurde nicht nur regelmäßig misshandelt, sondern außerdem noch 70 Tage in Einzelhaft gehalten. Dies stellt eine Verletzung des Gefängnisgesetzes in China dar, das maximal 15 Tage Einzelhaft erlaubt. Mao wurde schließlich am 29. November 2008, zum planmäßigen Ende ihrer Haft, freigelassen.

## Protest für Liu Xiaobo und Inhaftierung (2009 bis 2011)
Am 25. Dezember 2009 wurde Mao Hengfeng wegen ihres friedlichen Protests für den Menschenrechtsaktivisten Liu Xiaobo vom kommunalen Mittleren Gericht in Peking, wegen „Störung der öffentlichen Ordnung“ für schuldig befunden. Mao wurde am 4. März 2010 zurück in das Arbeitslager zur „Umerziehung durch Arbeit“ gebracht. Dort wurde sie gefoltert, unter anderem Zwangsernährt. Ihr wurde der Zugang zu  Lebensmitteln, die ihr ihre Familie geschickt hatte, untersagt, und anderen Insassinnen wurde befohlen, sie wiederholt zu schlagen. Aufgrund ihrer Proteste wegen der Menschenrechtsverletzungen im Arbeitslager, wurde sie am 9. September 2010 vier Tage lang gefesselt und erhielt weder Nahrung noch Wasser. Dies wurde am 29. September wiederholt.
Mao wurde am 22. Februar 2011 freigelassen. Eine Computertomografie ergab, dass durch die Misshandlungen Blutungen in ihrem Gehirn entstanden. Mao wurde schnell wieder ergriffen und ins Gefängniskrankenhaus in Shanghai gebracht, wo sie bereits zuvor gefoltert und misshandelt worden war.
Am 28. Juli 2011 wurde Mao wieder freigelassen. Laut Amnesty International war Mao „in einem Rollstuhl aus dem Shanghaier Gefängniskrankenhaus zu ihrer Familie zurückgebracht worden, ohne dass ihre Angehörigen zuvor darüber informiert worden waren. Als ihre Familie sie vor dem Haus vorfand, war sie bewusstlos und in äußerst schlechter gesundheitlicher Verfassung. Mao erlangte kurz darauf das Bewusstsein, war aber nicht kräftig genug, um zu sprechen oder aufzustehen“.
Amnesty International berichtete, dass Maos Familie am 29. Juli versuchte, sie in ein staatliches Krankenhaus zu bringen, doch zehn Polizisten sie mit der Erklärung daran gehindert hätten: „In Shanghai finden bis zum 31. Juli die 14. Schwimmweltmeisterschaften statt. Leute wie Mao Hengfeng sind daher aus Gründen des sozialen Friedens nicht befugt, auf die Straße zu gehen“. Laut den Polizisten könne Mao nach der Weltmeisterschaft wieder rausgehen, doch würde sie weiter überwacht werden.
Am 31. Juli ging es Mao etwas besser und sie konnte aufstehen und sprechen. Sie erzählte Amnesty International über die Misshandlungen durch die Polizei. Mao hatte aufgrund von Schlägen das Bewusstsein verloren und sei in einem Krankenhaus in Schanghai wieder aufgewacht, wo sie bemerkte, dass ihr Blut abgenommen worden war. Danach wurde Mao in eine Zelle im Krankenhaus eingesperrt und eine Gefangene musste sie ständig beobachten. Mao durfte die Zelle nur verlassen, um zur Toilette zu gehen, ansonsten weder duschen noch baden. Sobald sie sich ohne Genehmigung in der Zelle bewegte, wurde sie geschlagen.
Mitglieder des Polizeiapparates überwachen Mao derzeit immer noch.

## Amnesty Kampagnen 2004 bis 2013
Amnesty International hatte Dringende Aktionen erlassen und forderte Maos sofortige Freilassung, eine Untersuchung ihrer Misshandlungen und eine unabhängige medizinische Betreuung und Beurteilung.
Amnesty International startete 2004, 2010 und 2012 eine Dringende Aktion für Mao Hengfeng. Bei einem Briefmarathon 2004 setzten sich Tausende Menschen für die Menschenrechtlerin ein. 2007 schrieben erneut unzählige Aktivistinnen im Rahmen der Aktion Briefe gegen das Vergessen und für die Freilassung von Mao Hengfeng.